# Desert rose
 (janvier 2024).
Si vous disposez d'ouvrages ou d'articles de référence ou si vous connaissez des sites web de qualité traitant du thème abordé ici, merci de compléter l'article en donnant les références utiles à sa vérifiabilité et en les liant à la section « Notes et références ».
 (janvier 2024).
La mise en forme du texte ne suit pas les recommandations de Wikipédia : il faut le « wikifier ».
Les points d'amélioration suivants sont les cas les plus fréquents. Le détail des points à revoir est peut-être précisé sur la page de discussion.
- Les titres sont pré-formatés par le logiciel. Ils ne sont ni en capitales, ni en gras.
- Le texte ne doit pas être écrit en capitales (les noms de famille non plus), ni en gras, ni en italique, ni en « petit »…
- Le gras n'est utilisé que pour surligner le titre de l'article dans l'introduction, une seule fois.
- L'italique est rarement utilisé : mots en langue étrangère, titres d'œuvres, noms de bateaux, etc.
- Les citations ne sont pas en italique mais en corps de texte normal. Elles sont entourées par des guillemets français : « et ».
- Les listes à puces sont à éviter, des paragraphes rédigés étant largement préférés. Les tableaux sont à réserver à la présentation de données structurées (résultats, etc.).
- Les appels de note de bas de page (petits chiffres en exposant, introduits par l'outil «  Source ») sont à placer entre la fin de phrase et le point final[comme ça].
- Les liens internes (vers d'autres articles de Wikipédia) sont à choisir avec parcimonie. Créez des liens vers des articles approfondissant le sujet. Les termes génériques sans rapport avec le sujet sont à éviter, ainsi que les répétitions de liens vers un même terme.
- Les liens externes sont à placer uniquement dans une section « Liens externes », à la fin de l'article. Ces liens sont à choisir avec parcimonie suivant les règles définies. Si un lien sert de source à l'article, son insertion dans le texte est à faire par les notes de bas de page.
- La présentation des références doit suivre les conventions bibliographiques. Il est recommandé d'utiliser les modèles {{Ouvrage}}, {{Chapitre}}, {{Article}}, {{Lien web}} et/ou {{Bibliographie}}. Le mode d'édition visuel peut mettre en forme automatiquement les références.
- Insérer une infobox (cadre d'informations à droite) n'est pas obligatoire pour parachever la mise en page.

Pour une aide détaillée, merci de consulter Aide:Wikification.
Si vous pensez que ces points ont été résolus, vous pouvez retirer ce bandeau et améliorer la mise en forme d'un autre article.
Pour plus de détails, voir Fiche technique et Distribution.
Desert rose est un film algérien réalisé par Oussama Benhassine, sorti en 2023.

## Synopsis
En 1960, à Reggane, dans le Sahara algérien, Abbes, un jeune garçon voit son chien saisi par des militaires français. Dépourvu de tout soutien, en l'absence de son père et avec un grand-père indifférent, Abbes s'aventure secrètement à la base militaire pour récupérer son ami, ignorant le danger imminent lié au premier essai nucléaire français en Algérie,.

## Fiche technique
- Titre original arabe: زهرة الصحراء
- Titre anglophone international : Desert Rose
- Réalisateur : Oussama Benhassine
- Scénario :Oussama Benhassine
- Photographie : Mohamed Saadi
- Montage : Salim Tir
- Décors : Maya Mancer
- Son : El Hachemi Khalil Kelia
- Mixage : Aissa Moulai
- Production Exécutive : Meriem Oueld Chiah
- Production : Centre algérien du développement du cinéma
- Pays de production :  Algérie
- Langue originale : arabe, français
- Format : Couleur
- Genre : drame
- Durée : 28 minutes
- Dates de sortie :
  - Algérie : septembre 2023 (avant-première).

## Distribution
- Mohamed Bencharki : Abbes
- Tenou Khilouli : Mebarka
- Halim Zrebei : le grand père
- Ahmed Sendjal : Ali
- Idir Benaibouche : le sergent français
- Slimane Benouari : le prisonnier

## Tournage
Le tournage a lieu du 13 au 21 Juin 2023, Au village de Thala à Timimoun en Algérie.